# یواس‌اس همبل (ای‌پی‌ای-۱۱۴)
یواس‌اس همبل (ای‌پی‌ای-۱۱۴) (به انگلیسی: USS Hamblen (APA-114)) یک کشتی بود که طول آن ۴۹۲ فوت (۱۵۰ متر) بود. این کشتی در سال ۱۹۴۴ ساخته شد.